# Сират, Абдул Сатар
Абдул Сатар Сират (пушту عبدالستار سيرت‎; род. 15 октября, 1937) — исламовед и бывший министр юстиции Афганистана, а также заместитель премьер-министра.

## Биография
Родился в городе Айбак провинции Саманган в семье узбеков.
Окончил медресе Абу Ханифа (1956) и шариатский факультет Кабульского университета (1960). В 1967 году учился в США, затем в Каирском университете Аль-Азхар.
С 1960 года работал преподавателем, в 1965-68 годах занимал должность декана шариатского факультета Кабульского университета. Одновременно был преподавателем арабского языка в медресе Абу Ханифа.
В 1969 году был назначен министром юстиции Афганистана, пока король Захир Шах не был свергнут в 1973 году. В 1990 году был отправлен в Саудовскую Аравию и Пакистан для обсуждения путей прекращения афганского конфликта. В 2000 году жил в Джедде, Саудовская Аравия, и преподавал исламоведение в Университете короля Абдул-Азиза.
В 2001 был советником короля Захир-шаха. Рассматривался в качестве одного из возможных лидеров пост-талибского Афганистана (выдвигался от группы сторонников Захир-шаха). Однако на Боннской межафганской конференции в ноябре 2001 года в будущие лидеры правительства под давлением США был избран Хамид Карзай, и Сират в его правительство войти отказался.
В 2004 году был один из зарегистрированных кандидатов в президенты Афганистана.
В более поздних мирных переговорах между талибами и правительством США талибы потребовали создания нейтрального временного правительства и конкретно назначили Сирата главой такой временной администрации.